# Liste der Kulturgüter in Arch
Die Liste der Kulturgüter in Arch enthält alle Objekte in der Gemeinde Arch im Kanton Bern, die gemäss der Haager Konvention zum Schutz von Kulturgut bei bewaffneten Konflikten, dem Bundesgesetz vom 20. Juni 2014 über den Schutz der Kulturgüter bei bewaffneten Konflikten sowie der Verordnung vom 29. Oktober 2014 über den Schutz der Kulturgüter bei bewaffneten Konflikten unter Schutz stehen.
Objekte der Kategorie A sind im Gemeindegebiet nicht ausgewiesen, Objekte der Kategorie B sind vollständig in der Liste enthalten, Objekte der Kategorie C fehlen zurzeit (Stand: 14. Januar 2024). Unter übrige Baudenkmäler sind geschützte Objekte zu finden, die im Bauinventar des Kantons Bern als «schützenswert» verzeichnet sind.

## Kulturgüter
| Foto |                                                                            | Objekt                                          | Kat. | Typ | Standort                               | Beschreibung |
| ---- | -------------------------------------------------------------------------- | ----------------------------------------------- | ---- | --- | -------------------------------------- | --- |
| ja   | Datei hochladen · Wikidata zu Reformierte Kirche mit Pfarrhaus (Q29651631) | Reformierte Kirche mit Pfarrhaus KGS-Nr.: 00595 | B    | G   | Oberdorfstrasse 33, 35 599600 / 223571 | Die bis ins 10. Jahrhundert zurückreichende Kirche erhielt ihre heutige Form um 1530. Putzbau unter Satteldach mit Abwalmung beim Chor, darüber schlanker, hexagonaler Dachreiter. Daneben steht das 1533 entstandene Pfarrhaus, das 1740 ein zusätzliches Stockwerk erhielt und dessen Baukörper mit zurückhaltender Gliederung dem Stil eines Landhauses entspricht. |

## Übrige Baudenkmäler
Hinweis: Anstelle der KGS-Nummer wird als Objekt-Identifikator (ID) die Grundstücksnummer verwendet.
| ID   | Foto |                 | Objekt                              | Typ | Standort                              | Beschreibung                                           |
| ---- | ---- | --------------- | ----------------------------------- | --- | ------------------------------------- | ------------------------------------------------------ |
| 47   | BW   | Datei hochladen | Altes Primarschulhaus (1836/37)     | G   | Oberdorfstrasse 2 599209 / 224010     |                                                        |
| 356  | BW   | Datei hochladen | Brunnen (1875)                      | K   | Solothurnstrasse N.N. 599207 / 224061 |                                                        |
| 356  | BW   | Datei hochladen | Mülchihaus (1840)                   | G   | Grenchenstrasse 2 599200 / 224071     |                                                        |
| 541  | BW   | Datei hochladen | Bauernhaus (1826)                   | G   | Aebnitstrasse 1 599437 / 223965       |                                                        |
| 633  | BW   | Datei hochladen | Fabrikgebäude (1966)                | G   | Römerstrasse West 49 598661 / 223765  | Flachdachbau in Stahlskelett-Bauweise von Fritz Haller |
| 830  | BW   | Datei hochladen | Ehemalige Methodistenkapelle (1921) | G   | Postweg 5 599193 / 223818             |                                                        |
| 852  | BW   | Datei hochladen | Speicher (1720)                     | G   | Oberdorfstrasse 1c 599264 / 224027    |                                                        |
| 2132 | BW   | Datei hochladen | Bauernhaus (1812)                   | G   | Bürenstrasse 22 598895 / 223849       |                                                        |
| 2137 | BW   | Datei hochladen | Bauernhaus (um 1900)                | G   | Grenchenstrasse 3 599102 / 224154     |                                                        |
| 2255 | BW   | Datei hochladen | Sägerei / Lagerschopf (18. Jh.)     | G   | Oberdorfstrasse N.N.2 599343 / 223833 |                                                        |
| 2256 | BW   | Datei hochladen | Ehemaliges Bauernhaus (1801)        | G   | Oberdorfstrasse 24 599372 / 223767    |                                                        |
| 2274 | BW   | Datei hochladen | Bauernhaus (1808)                   | G   | Solothurnstrasse 11 599340 / 224181   |                                                        |
| 2344 | BW   | Datei hochladen | Bauernhaus (1704)                   | G   | Siebenmatt 1 600381 / 223489          |                                                        |
| 2508 | BW   | Datei hochladen | Pfrundscheune (1838/39)             | G   | Oberdorfstrasse 35a 599542 / 223488   |                                                        |
| 2508 | BW   | Datei hochladen | Ofen- und Waschhaus (1850)          | G   | Oberdorfstrasse 35b 599582 / 223501   |                                                        |